# Primulina grandibracteata
Primulina grandibracteata là một loài thực vật có hoa trong họ Tai voi (Gesneriaceae). Loài này có ở Vân Nam (Trung Quốc); được J.M.Li & Mich.Möller mô tả khoa học đầu tiên năm 2009 dưới danh pháp Chirita grandibracteata. Năm 2011, Mich.Möller & A.Weber chuyển nó sang chi Primulina.